# Raw.Full
Rawfull (* 1980 in Wien; bürgerlich Philipp Roskot) zählt seit Ende der 1990er Jahre zu den bekanntesten österreichischen Drum-and-Bass-DJs/Produzenten.
Als Mitglied der trife.life!-Crew machte er Drum and Bass in Österreich über Wien hinaus populär.
Mit D.Kay veröffentlichte er als IllSkillz als erste Österreicher auf englischen Labels wie Renegade Hardware, Metalheadz und Virus. Beide gründeten 2001 ihr eigenes Label ill.skillz_recordings, auf welchem sie unter anderem mit Markus Intalex, Concord Dawn, Klute und Dom & Roland zusammenarbeiteten. Darüber hinaus schafften sie sich als Remixer, zum Beispiel für Ed Rush & Optical, DuMonde oder Makai, einen Namen.
Sie nahmen auch im DJ-Bereich eine Vorreiterrolle ein. Rawfull machte zum Beispiel als erster österreichischer Drum-and-Bass-DJ eine USA-Tour.
Im Wiener Flex-Club veranstalten sie seit 2004 jeden Donnerstag Beat It, wo regelmäßig DJs wie DJ Marky, Goldie, Pendulum und Asian Dub Foundation auftreten. Außerdem veranstaltet er mit UAF einmal im Monat samstags Future Beatz.

## Diskografie
2001
- Disease [12"]

2002
- Fusion Dance [EP]

2003
- DSCI4 [EP]
- Be There 4 U [12"]
- Bowser / Soulshaker [12"]

2004
- Human RMX [12"]

2005
- MDZ.05 [LP, Various Artists] feat. Riddim
- Sicknote RMX [12"]

2006
- Colours Of Noize [12"]

2007
- Beneath The Mask RMX [12"]
- Tone Poem [CD]

2008
- Nachtschattengewaechs [LP]

2009
- Sequential Circuit [12"]
- Exodus / Move It RMX [12"]
- Freak [12"]